# Dibujo industrial
Los dibujos industriales  son un conjunto o combinación de figuras, líneas o colores que se desarrollan en un plano para su incorporación a un producto industrial con fines de ornamentación y que le otorguen, a ese producto, una apariencia nueva. La diferencia entre diseño y dibujo industrial, es que este último es bidimensional, lo que significa que se plasma en un plano o superficie plana. Esto puede incluir ilustraciones, patrones, diseños geométricos y otras representaciones visuales que se integran en productos manufacturados, como automóviles, electrodomésticos, muebles y productos textiles. Los estampados en géneros, telas o material laminar quedan comprendidos entre los artículos que pueden protegerse como dibujos industriales, siempre que reúnan la condición de novedad.
Estos dibujos desempeñan un papel crucial en la identidad y el atractivo de un producto. Permiten a las empresas diferenciar sus productos en un mercado competitivo y atraer a los consumidores mediante la creación de productos visualmente atractivos. Además, estos dibujos no solo sirven propósitos estéticos, sino que también pueden comunicar información importante, como instrucciones de uso, advertencias de seguridad o indicaciones de componentes clave.
Un aspecto significativo del mundo de los dibujos industriales es la protección legal de estos diseños. En muchas jurisdicciones, como la propiedad intelectual y las leyes de propiedad industrial, los dibujos industriales pueden registrarse y protegerse. Para que un diseño sea elegible para la protección legal, generalmente debe cumplir con el requisito de novedad, lo que significa que no debe haber sido previamente divulgado o utilizado públicamente. La protección legal brinda a los creadores y empresas la capacidad de controlar y monetizar sus diseños, de esta forma promoviendo la innovación y la inversión en el diseño industrial.
- Datos: Q30899647